# Arlene Foster
Arlene Foster, nata Arlene Isabel Kelly, baronessa Foster di Aghadrumsee (Enniskillen, 17 luglio 1970), è una politica britannica, Primo ministro dell'Irlanda del Nord dall'11 gennaio 2020 al 28 aprile 2021 e leader del Partito Unionista Democratico dal 17 dicembre 2015.
Membro del Partito Unionista Democratico (DUP), è stata Ministro dell'ambiente dell'Irlanda del Nord dal 2007 al 2008, Ministro per l'impresa, il commercio e gli investimenti dal 2008 al 2015 e Ministro delle finanze e del servizio civile dal 2015 al 2016. Ha coperto due volte l'incarico di primo ministro ad interim sostituendo Peter Robinson nel 2010 e nel 2015.
L'11 gennaio 2016 è diventata Primo ministro dell'Irlanda del Nord con pieno incarico ed è stata rieletta dopo le elezioni del 6 maggio 2016. È la prima donna a ricoprire questa carica. Il 9 gennaio 2017 è stata comunque costretta a dimettersi con la defezione del vice primo ministro Martin McGuinness. Dopo le elezioni generali anticipate del 2017, non è riuscita a formare un governo di coalizione con il Sinn Féin, aprendo la strada a una crisi politica senza precedenti in Irlanda del Nord. È tornata al suo ruolo l'11 gennaio 2020. Ha annunciato le sue dimissioni nell'aprile 2021 sullo sfondo di una crisi interna del DUP legata alla sua gestione della Brexit e alle conseguenze dell'accordo commerciale con l'UE. Si è dimessa dal suo incarico di capo del DUP il 28 maggio 2021 e dal suo incarico di primo ministro il 14 giugno.

## Biografia
Figlia di un poliziotto e di una casalinga di Belfast, è l'ultima di tre sorelle. All'età di otto anni è testimone dell'aggressione a suo padre, effettuata da membri dell'IRA. A seguito di tale evento, che causò il ferimento del genitore, tutta la famiglia si è trasferita a Lisnaskea. Si è laureata in giurisprudenza alla Queen's University di Belfast e ha svolto l'attività forense a Portadown e Enniskillen finché, nel 2003, decide di dedicarsi alla politica.

## Carriera politica

### Elezione parlamentare e incarichi ministeriali nell'esecutivo regionale

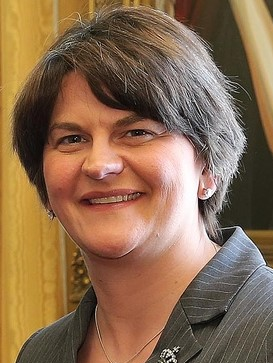
Arlene Foster nel 2013

Solo poche settimane dopo le elezioni per l'Assemblea dell'Irlanda del Nord del 2003, in cui Foster ha ottenuto un seggio sotto la bandiera del partito UUP nel collegio di Fermanagh e South Tyrone, si è dimessa il 18 dicembre 2003, insieme ai suoi due colleghi di partito Jeffrey Donaldson e Norah Beare dell'UUP, e il 5 gennaio 2004 è diventata membro del Partito Unionista Democratico (DUP), l'altro grande partito unionista dell'Irlanda del Nord. Le ragioni del cambio di partito erano l'insoddisfazione per il corso dell'UUP sotto il leader del partito David Trimble.
All'interno dell'Esecutivo dell'Irlanda del Nord ha ricoperto l'incarico di Ministro per l'Ambiente dal 2007 al 2008, Ministro per l'Impresa, il Commercio e gli Investimenti dal 2008 al 2015 e Ministro delle finanze dal 2015 al 2016.

### Primo ministro dell'Irlanda del Nord

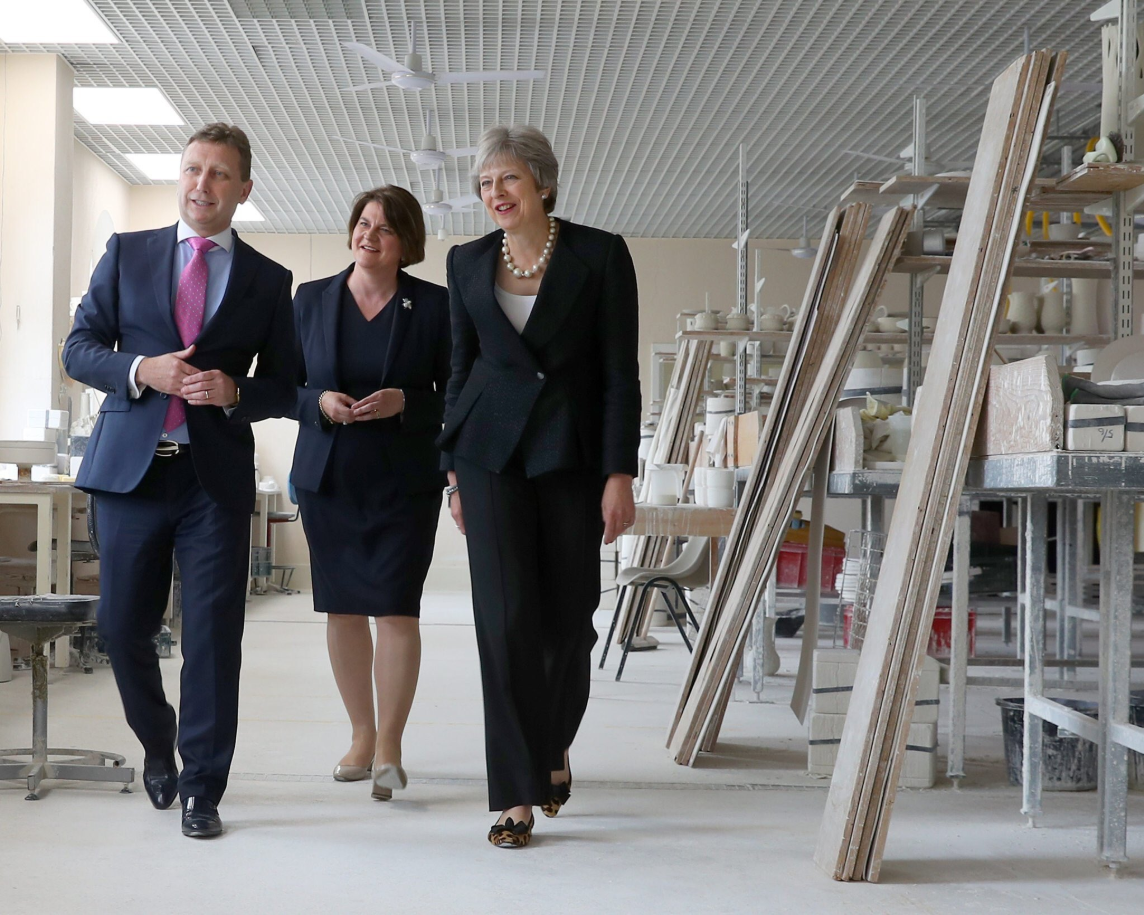
Foster e il primo ministro britannico Theresa May visitano la sede di Belleek Pottery nel 2018.

Dopo che il primo ministro Peter Robinson si è dimesso a causa di controversie con i partiti repubblicani irlandesi, Foster è succeduta al primo ministro il 10 settembre 2015. Il fatto che Foster sia rimasta l'unico politico del DUP nel governo regionale dell'Irlanda del Nord è stato giustificato dal fatto che il Sinn Féin e l'SDLP non dovevano essere autorizzati ad assumere l'importante incarico sul Dipartimento delle finanze e l'ufficio di Primo ministro. Il 20 ottobre 2015 il suo predecessore Peter Robinson ha ripreso l'incarico di Primo ministro. Un mese dopo, il 19 novembre 2015, ha annunciato le sue dimissioni dalla carica di Primo ministro e dalla carica di presidente del DUP per motivi di salute. Il 17 dicembre 2015 il DUP ha eletto Arlene Foster nuovo leader del partito. Dall'11 gennaio 2016 è ufficialmente Primo ministro del governo regionale dell'Irlanda del Nord, succedendo a Peter Robinson.

### Sviluppi nel 2017
A seguito delle dimissioni dei ministri del Sinn Féin, il 2 marzo 2017 è stata rieletta al parlamento regionale, in cui il DUP guidato da Arlene Foster ha subito perdite significative, ma era ancora il partito più forte. Nelle elezioni generali dell'8 giugno 2017, tuttavia, il DUP ha ottenuto il suo miglior risultato nella storia del partito nelle elezioni britanniche e ha ottenuto 10 dei 18 collegi elettorali dell'Irlanda del Nord, consolidando così nuovamente la posizione di Foster. Dopo le elezioni, si sono svolte le trattative tra il DUP e il Partito Conservatore britannico sulla tolleranza di un governo di minoranza conservatore a Westminster da parte del DUP.
All'inizio del dicembre 2017 Foster ha impedito al DUP di svolgere i negoziati sul recesso dall'UE del Regno Unito tra il primo ministro Theresa May e l'Unione europea in una teleconferenza. I negoziati erano strutturati su uno status speciale in realtà già concordato per l'Irlanda del Nord riguardo al mantenere la libera circolazione dei merci e persone tra l'Irlanda e l'Irlanda del Nord e svolgere controlli tra la Gran Bretagna e l'Irlanda del Nord. Foster ha rifiutato di approvare perché solo l'Irlanda del Nord potrebbe essere trattata allo stesso modo del resto del Regno Unito per il suo partito.

### Sviluppi dopo il 2017 e ritiro
Dopo che il Regno Unito ha lasciato l'UE, il DUP è stato esposto a notevoli tensioni. In particolare, il Protocollo dell'Irlanda del Nord, entrato in vigore il 1º gennaio 2021, è stato controverso nel partito e nel suo elettorato. In base a tale accordo, sono stati previsti controlli aggiuntivi per alcune merci importate in Irlanda del Nord dal resto del Regno Unito nei porti dell'Irlanda del Nord. Gli oppositori dell'accordo sostenevano che avrebbe creato un confine doganale quasi invisibile nel Mare d'Irlanda tra l'Irlanda del Nord e il resto del Regno Unito. Tuttavia, Foster, che si è opposta a questo protocollo, non è stata in grado di affermarsi contro il governo di Boris Johnson su questo tema. Foster è stata anche vista dai suoi critici come "troppo debole" o troppo liberale su altre questioni. Ad esempio, è stata criticata la sua astensione al voto sul divieto della terapia di conversione (la maggioranza del DUP ha votato contro), così come la sua approvazione alla liberalizzazione della restrittiva legge nordirlandese sull'aborto. Anche il suo sostegno all'Irish language Act, che ha fornito maggiori finanziamenti e uno status ufficiale per la lingua irlandese, è stato oggetto di critiche.
Il 27 aprile 2021 è stato pubblicato un articolo in cui Foster era sospettosa. È stato firmato da 20 dei 28 parlamentari del DUP a Stormont e 4 degli 8 parlamentari del DUP. Foster ha anticipato il suo voto dichiarando le sue dimissioni da presidente del DUP il 28 maggio 2021 e da primo ministro alla fine del giugno 2021. Ha rinunciato alla carica di capo del governo il 14 giugno. Come successore il suo partito nominò Paul Givan.
Il 14 ottobre 2022 è stato annunciato che, nell'ambito dei Political Honours del 2022, sarebbe stata nominata pari a vita. Il 9 novembre successivo è stata creata baronessa Foster di Aghadrumsee, di Aghadrumsee nella contea di Fermanagh.

### Scandalo sulla promozione delle energie rinnovabili
Nel 2016 si è sviluppato uno scandalo sul cosiddetto Renewable Heat Incentive (RHI, “Incentivo sull'uso delle energie rinnovabili”, indicato anche dalla stampa come "Cash for Ash"). Nel 2012, l'allora governo dell'Irlanda del Nord ha lanciato un'iniziativa per incoraggiare i proprietari di case a utilizzare incentivi finanziari per trasformare i loro sistemi di riscaldamento dai combustibili fossili alle energie rinnovabili. Arlene Foster era allora ministro responsabile di questo programma. Tuttavia, in seguito divenne evidente che il programma non era stato attentamente pensato. Soprattutto, il fatto che il contributo erogato ai gestori del riscaldamento fosse superiore ai costi di riscaldamento sostenuti - più si riscaldava, più sussidi si riceveva - era garantito per un periodo di 20 anni e non era limitato. Ad esempio, i proprietari di case che in precedenza non avevano alcun riscaldamento avrebbero potuto avere l'installazione di un sistema di riscaldamento interamente finanziato dal contribuente. Ancora più gravi, tuttavia, sono stati i casi in cui gli immobili commerciali e agricoli parzialmente sfitti sono stati riscaldati tutto l'anno. Gli informatori hanno segnalato casi derivanti di 15 milioni di sterline dall'installazione e dal funzionamento durante tutto l'anno di un sistema di riscaldamento in una proprietà vuota o in una proprietà che non necessitava di riscaldamento. Gli esperti presumevano che l'RHI sarebbe costato ai contribuenti dell'Irlanda del Nord fino a 20 milioni di sterline all'anno nei futuri 20 anni; tuttavia, c'erano anche stime più basse e più alte. Jonathan Bell, un ex collega del partito DUP di Arlene Foster, ha sollevato gravi accuse in questo contesto nel dicembre 2016, in particolare al discorso del Primo ministro. A quel tempo, il governo nordirlandese ignorò tutti gli avvertimenti consultivi. I partiti che non hanno partecipato al governo nordirlandese dalle elezioni del 2016 SDLP e UUP hanno quindi chiesto le dimissioni di Foster, che sono state rifiutate. Il 9 gennaio 2017 il vice di Foster Martin McGuinness (Sinn Fein) si è dimesso dal suo incarico di governo, citando lo scandalo RNH.